# Kogda derev'ja byli bol'šimi
Kogda derev'ja byli bol'šimi (Когда деревья были большими) è un film del 1961 diretto da Lev Aleksandrovič Kulidžanov.

## Trama
Dopo aver perso la moglie durante la seconda guerra mondiale, il veterano Kuzma Kuzmich Iordanov, divenuto alcolizzato, si guadagna da vivere attraverso lavori occasionali. Di tanto in tanto la polizia lo chiama per umiliarlo, minacciando di rinchiuderlo in prigione a causa del suo stile di vita "parassitario", ma tutto questo sembra non preoccuparlo più di tanto.
Un giorno Kuzma accetta di aiutare un'anziana signora a trasportare nella sua abitazione una lavatrice, facendola cadere accidentalmente. Mentre corre giù per le scale, tentando di afferrarla, inciampa facendosi male, e di conseguenza viene mandato in ospedale. La vecchia signora alla quale stava consegnando la lavatrice viene a trovarlo; subito Kuzma viene sopraffatto da un certo timore, paventando che la signora sia passata per essere risarcita del danno subìto. Fortunatamente scopre che voleva solo accertarsi delle sue condizioni. Mentre parlano, lei gli racconta la storia della sua vita, narrando poi la storia di Natasha, una orfanella del suo villaggio. Kuzma, sopraffatto dalla solitudine, decide di uscire per tentare di prendersi cura di Natasha, fingendo di essere suo padre. La ragazza non ha problemi a convincersi di tale presunto legame parentale, e finisce per accogliere Kuzma. Si comprende che lei è il suo esatto opposto: indipendente, affidabile, laboriosa, ma sola come lui. All'inizio non vanno molto d'accordo, ma presto Kuzma, ispirato da lei, finisce per cambiare migliorando i suoi caratteristici modi.